# Vuhledar
Vuhledar este un oraș din Ucraina.